# 尼古拉·諾托維奇

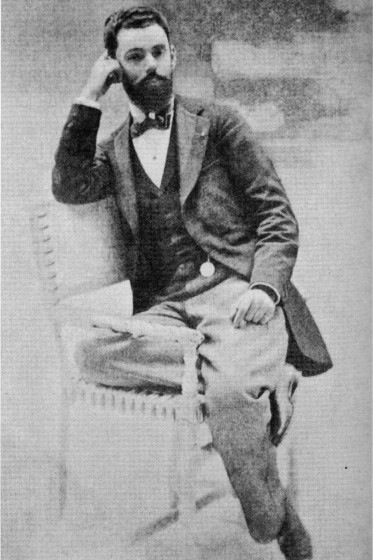
尼古拉·諾托維奇（時間不詳）

尼古拉·阿列克山德維奇·諾托維奇（俄語：Николай Александрович Нотович，1858年8月13日—1934年），俄國探險家、記者、作家，出身於克里米亞的一個猶太人家庭。

## 諾托維奇與《耶穌基督不爲人知的生活》
諾托維奇因發表《耶穌基督不爲人知的生活》一書而出名。該書敘述了耶穌13嵗那年，爲躲避家人的提親，獨自離開拿撒勒跟隨一群商人前往遙遠的東方，在他14歲那年到了印度，並在札格納特寺修行了6年。在那裏，耶穌與佛教徒和印度教徒一起學習佛教經文、印度教經文、瑜伽以及巴利語，之後在當地宣講，獲得了極高的贊譽，被稱爲“聖人伊薩”（St.Issa）。由於耶穌無視印度種姓制度，經常給低種姓的人們佈道宣講，引起了僧人對他的嫉恨和殺意，迫使耶穌不得不四處躲避。耶穌在印度共生活了12年左右，之後耶穌踏上了返鄉旅程。返鄉途中經現在的阿富汗、伊朗、埃及等地時進行佈道宣講，勸人行善、不崇拜偶像等。經過漫長的旅程，在他29歲那年回到了家鄉拿撒勒并開始了福音的傳播。

### 著書經歷
1887年10月，諾托維奇去當時的英屬印度旅行。到了印度後，通過和當地佛教徒的交流，他們對西藏的描述激發了他的好奇心，決定親眼看看這個不爲人知的神秘國度。於是他安排了從拉合爾、拉瓦爾品第、傑赫勒姆等地自東向西，最後抵達印度北部邊境的藏人居住的拉達克，之後從拉達克離開印度，經喀喇昆侖山以及中國的新疆最後返回俄國的行程計劃。他來到了拉達克首府列城之後，走訪了列城附近的赫米斯寺廟，寺廟喇嘛向他敘述了耶穌曾經來到印度學習佛教經學之事，並告訴他記載耶穌這段經歷的巴利文原文的經文收藏在西藏拉薩。聽到這個信息後，他改變了行程，決定先返回印度内地再從那裏前往拉薩進行調查瞭解。但是他離開列城後不久，不小心從馬上摔落並造成腿骨骨折，因此來到赫米斯寺廟尋求幫助。在這裏，他獲得了精心關照和護理。雖然他的拉薩之行未能如願，但他在寺廟療養的40天期間，卻意外地看到了喇嘛給他展示的寺廟珍藏的藏文譯本手稿，手稿分14個章節、共224段經文。隨著經文内容的展開，諾托維奇由最初抱有的懷疑變爲確信這是耶穌鮮爲人知的一段生平。於是，在喇嘛和藏語翻譯的協助下，諾托維奇將記載耶穌這段生平的經文逐句抄錄下來，并與自己這次的印度紀行整理在一起。

### 社會反響
諾托維奇回到俄國之後，在發表文稿之前，想先傾聽教會方面對此的反應。他先將手稿給包括基輔普拉頓大主教（Metropolitan Platon of Kiev）在内的東正教會牧首們閲讀，他們看了之後希望諾托維奇不要發表這篇文章，以免給他本人帶來麻煩。一年後，諾托維奇來到羅馬，又將手稿讓一位紅衣主教閲讀，這位主教看後也持同樣看法，並告訴他，即便是這本書公開發行，人們也不會把這本書當回事，而他本人卻會因此陷於四面楚歌的窘境，這位主教甚至表示，如果諾托維奇需要錢，他願意出高價買下他的手稿，以達到對此封禁的目的。
經過再三考慮，諾托維奇頂著壓力，決定首先在法國發表文稿。1894年《耶穌基督不爲人知的生活》法文版問世（La vie inconnue de Jésus-Christ），一年之後又發表了英文版（The Unknown Life of Jesus Christ）。值得一提的是，這部書直到英文版本，有關經文部分經過了四種語言的翻譯過程。首先是由藏語翻譯將喇嘛誦讀的經文内容口譯成英語，諾托維奇再將口述内容整理成俄文手稿，法文版源自俄文手稿，英文版又源自法文版。

#### 抨擊作者的主流觀點
不出所料，這本書出版後引發了軒然大波，斥責之聲鋪天蓋地飛來。直至今天，作爲代表基督教界的主流觀點依然認爲他所寫的耶穌前往印度修行是一個謊言，有人質疑諾托維奇本人從未去過印度，他寫書目的不過是爲了沽名釣譽而已。作爲主流觀點的權威代表人物，德國的印度東方學者馬克斯·繆勒指出，諾托維奇著作中所引證這麽重要的藏文經文應該被列入《大藏經》中，但却沒有發現它。并且他還引證去寺院調查者的來信：寺院方面聲稱，50年來從來沒有接待過骨折的俄國旅行者。馬克斯·繆勒還寫道：“諾托維奇要麽是謊言的製造者，要麽是謊言的受害者。拉達克的佛教僧侶一定樂於將好奇的旅行者捉弄得神魂顛倒，諾托維奇先生太容易成爲他們開玩笑的犧牲品了”。1896年印度阿格拉行政學院的英語和歷史教授詹姆斯·阿奇博德·道格拉斯到訪了赫米斯寺廟瞭解此事，但是寺廟的喇嘛告訴他，該寺院和其他的寺院都沒藏有諾托維奇所說記載“伊薩”的經文，并且聲稱15年閒從沒有任何人翻譯經文手稿。這使人們相信這是一個騙局。
《耶穌基督不爲人知的生活》出版所引發的風波在若干年之後平息下來。1926年該書再版，又重新引發了風波。1931年芝加哥大學神學教授埃德加·J·古斯比發表了題爲《怪誕的新福音》（STRANGE NEW GOSPELS）一書，闡述了如何揭穿這個騙局，被認爲是對該書的蓋棺定論。作爲美國當代的基督教派系的分支“新思考運動”（New Thought）的新約聖經學者羅伯特·麥克奈爾·普萊斯在他2001年5月發表的題爲《耶穌在西藏》（Jesus in Tibet）一文中總結道：“"耶穌到過西藏嗎？這是有可能的。即使在古代，這樣的旅行也並非不可能。但是沒有真實的證據證明他確實到過。歷史學家總是要回答偉大的新約學家克里斯提安·鲍尔的問題，‘任何事都有可能，但什麼是可能的？’耶穌可能沒有到過西藏”。

#### 支持作者的觀點

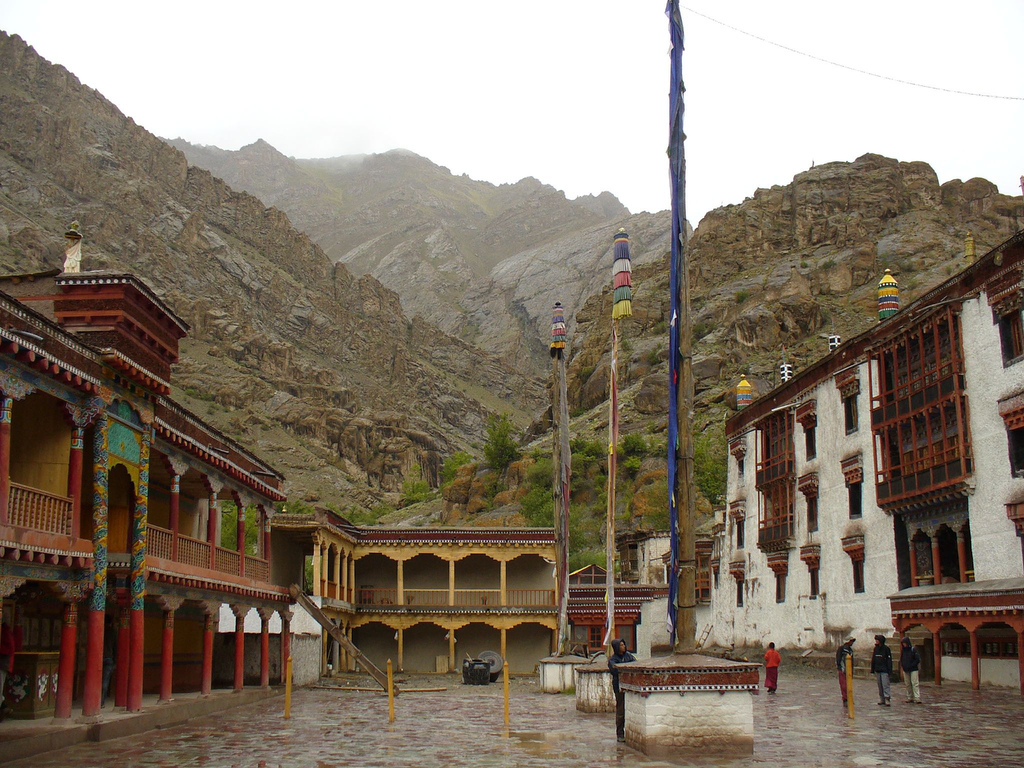
赫米斯寺（攝於2006年）

與主流觀點相反，支持諾托維奇的觀點認爲，他所寫的内容并非憑空捏造。首先，寺院裏是否藏有關於伊薩的經文這件事，可以從印度吠檀多神學院創始人斯瓦米‧阿貝達南達以及後來其他人的調查結果得到印證。作爲第一個見證人的斯瓦米，最初也對諾托維奇書中描寫的真實性表示懷疑，爲了證實真僞，1922年他親自走訪了赫米斯寺廟，在那裏他親眼看到了諾托維奇所説的藏文經文手稿，并做了相關細節的記錄，之後他發表了《克什米爾和西藏之旅》一書，證實了諾托維奇敘述的真實性。寺廟喇嘛對斯瓦米說：“最早的巴利文原文是耶穌受难三、四年之後完成的，它是根據見過耶穌的人的回憶以及親眼目睹了耶穌受難的商人的報告編寫而成。”第二個見證人是俄國的畫家、考古學家及神秘學者的尼古拉斯·洛里奇。他在1920年代走訪了印度各地，他也在赫米斯寺廟看到了諾托維奇所描述的經卷。第三個見證人是世界素食運動主席（1953年-1959年）的格洛麗亞·加斯克。她和瑞士音樂家兼教育家的伊麗莎白·卡斯帕利博士夫婦三人於1939年走訪了赫米斯寺廟，看到了喇嘛所展示給他們的羊皮紙經卷並拍下了照片。至於爲何同樣到訪寺廟的詹姆斯·道格拉斯教授與其他三人獲得的結果截然相反。一種解釋是，道格拉斯教授很有可能是以生硬對質的方式與喇嘛溝通而引起了反感，喇嘛乾脆否認此事，而其他人則是以不同方式與喇嘛交流而得到了協作。
此外，《第五部福音書》（The Fifth Gospel）、《尋找歷史上的耶穌》（A Search for the Historical Jesus）等著作的作者、克什米爾國家博物館前任館長和考古學者的費達·穆罕穆德·哈斯納因查閲了當地的歷史資料，他認爲《耶穌基督不爲人知的生活》所敘述的都是真人真事。
對諾托維奇本人是否去過拉達克的質疑，當時在印度服役的英國軍官楊哈斯班德爵士後來證實，他曾經在佐吉拉山口與諾托維奇相遇，當時的諾托維奇趕往列城，而楊哈斯班德爵士正在前往斯利那加的路上。兩個人打了招呼並進行了簡短交談。
另外，支持作者立場的觀點還認爲：在《新約聖經》中，《馬太福音》第二章描述了耶穌誕生、父母領著他逃往埃及以及返回以色列；《路加福音》第二章描述了耶穌的誕生以及12歲的少年耶穌在耶路撒冷聖殿與一群拉比們交流。除此之外，對耶穌的成長人生《新約聖經》的四部福音書都沒有描述，《耶穌基督不爲人知的生活》對耶穌在印度經歷進行的描述填補了這個空白，這也可以解釋宣揚普世之愛的基督教教義當中包多少包含著傳統猶太教所沒有的佛教因素。

## 關於耶穌受難
關於耶穌受難，與《新約聖經》不同的是，《耶穌基督不爲人知的生活》這本書描述了羅馬帝國總督彼拉多處死耶穌是他自己的決定，而并非是迫於法利賽人的壓力。
另外，耶穌受難之後，也有不同於《新約聖經》的説法。耶穌復活，實際上耶穌并沒有死在十字架上，而是耶穌在尚還未失去生命之前被救了下來。《尋找歷史上的耶穌》（A Search for the Historical Jesus）的作者、克什米爾博物館前任館長費達·穆罕穆德·哈斯納因、《耶穌生活在印度》(Jesus lived in India)的作者、當代德國作家霍爾格·克斯滕都在他們的著作中談到了這點。但是劫難之後的耶穌已經無法繼續在當地傳教，他離開了家鄉再次遠走東方印度，他的弟子們則留下來繼續傳播福音。耶穌本人到印度後以“猶兹·阿薩夫”（即：伊薩）的名字在克什米爾繼續宣講佈道，“猶兹·阿薩夫”在克什米爾語中是“治愈師、牧羊人”的意思。耶穌去世後葬在克什米爾。而克什米爾也被認爲是來自“失蹤的以色列十支派”中的一部分猶太後裔的定居之地。

## 外部鏈接
- The Lost Years Of Jesus | Mysterious Saint Isa In India | By Richard Bock | 1970s documentary
- Jesus was a Buddhist Monk BBC Documentary （页面存档备份，存于）
- Review: When Jesus Lived in India
- The Lost Years of Jesus （页面存档备份，存于）
- Did Christ come to India to study Buddhism?
- The Lost Years of Jesus - What is the Truth? （页面存档备份，存于）
- 耶稣十八年印度學佛及傳導軼史之新證+舊證
- 耶穌在印度學習佛法之考證 （页面存档备份，存于）
- Louis Shen's Peace Land December 14, 2020 （页面存档备份，存于）